# Batak (paard)
De batak is een paardenras, oorspronkelijk afkomstig van het Indonesische eiland Sumatra. Andere namen voor het ras zijn de delipony en de gayoe.
Er wordt aangenomen dat het ras afstamt van het Mongools paard en later beïnvloed is met eigenschappen van de Arabische volbloed. 
Het paard heeft een relatief korte nek en een compact hoofd, maar daarentegen een lange rug. De schofthoogte van de batak is 122 tot 132 centimeter en de pony komt voor in diverse effen kleurslagen.
De pony's worden gebruikt als rijpony en om aangespannen licht trekwerk uit te voeren.

## Afbeeldingen

Voor de kar
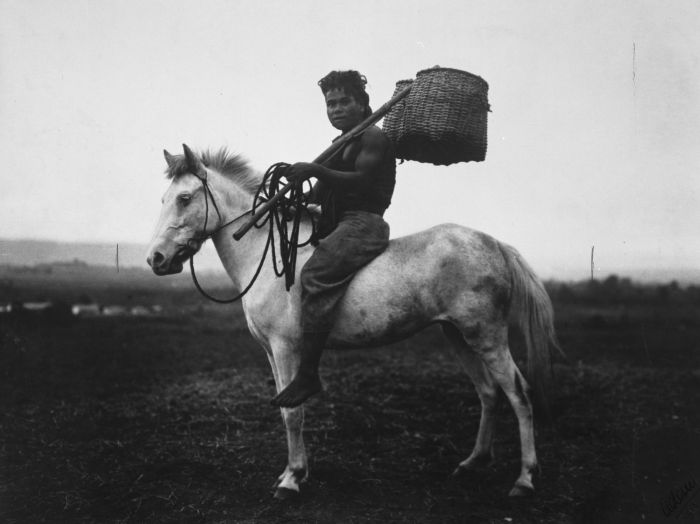
Onder het zadel